# Basketball club Prievidza
Il B.C. Prievidza è una società cestistica avente sede a Prievidza, in Slovacchia. Fondata nel 1947 con il nome di Sokol Prievidza, dal 1952 al 1953 assunse la denominazione di Carpathia Prievidza, per cambiarlo nuovamente in Tatran Prievidza fino al 1956. Dal 1957 al 1963 assunse il nome di Lokomotíva Prievidza, per cambiarlo poi in Baník Cígeľ Prievidza, nome che mantenne fino al 2004. Dal 2004 al 2009 cambiò nome in Hornonitriansky basketbalový klub Prievidza, per assumere infine la denominazione attuale.
Gioca nel campionato slovacco.

## Palmarès
- Campionato cecoslovacco: 2

1988-89, 1992-93
- Campionato slovacco: 4

1993-1994, 1994-1995, 2011-2012, 2015-2016
- Coppa di Slovacchia: 1

2020